# Pozuelo del Rey
Pozuelo del Rey és un municipi de la comunitat autònoma de Madrid, situat entre els municipis de Campo Real, Nuevo Baztán, Torres de la Alameda i Valverde de Alcalá.

## Història
Va ser fundat pels musulmans i repoblada després de la reconquesta pels cristians que la van anomenar Pozuelo de Torres, va ser llogaret del alfoz d'Alcalá. El poble va tenir un període d'apogeu econòmic gràcies al treball que als seus veïns donaven les indústries de Juan de Goyeneche a Nuevo Baztán i Olmeda de las Fuentes. L'església de Santo Domingo de Silos del segle xvi combina elements gòtics amb renaixentistes.